# Трагедия в пешеходном туннеле в Мекке
Трагедия в пешеходном туннеле «аль-Ма’а́йсим» в Мекке (араб. حادثة نفق المعيصم‎, Хадисату нафаки-ль-Ма’айсим) произошла в понедельник 2 июля 1990 года (8 зуль-хиджа 1410 года по хиджре) в пешеходном туннеле, связывающем Мекку и палаточный город мусульманских паломников в Мине. По официальным данным, погибло 1426 человек. Большинство погибших происходили из Юго-Восточной Азии. Это стало крупнейшей за 20 лет массовой трагедией, связанной с проведением хаджа.
Туннель Аль-Ма’айсим длиной около 500 м был открыт в 1979 году как часть программы властей Саудовской Аравии по упорядочению потоков паломников. Он был снабжён вентиляционными установками и мог вмещать до 1000 человек одновременно.
2 июля, при 45-градусной жаре, огромная масса паломников устремилась в туннель со стороны Мекки. Очевидцы сообщали, что людской поток внезапно остановился на середине туннеля, при этом количество людей внутри возросло до 5000; кроме того, произошла остановка вентиляционных систем. Многие погибли или потеряли сознание от недостатка кислорода, кроме того, возникла давка.
Официальные лица Саудовской Аравии не называли численности погибших более 18 часов. Первые сообщения говорили о сотне погибших, окончательным числом стало 1426, неофициальные источники предполагали значительно большие числа. Король Фахд сказал, что погибшие — мученики, так как погибли во время хаджа, и что в этой трагедии нельзя обвинять страну, снабжающую паломников всем необходимым. По итогам катастрофы были приняты меры, которые, однако, не помогли избежать жертв и пострадавших, совершавших хадж в последующие годы.